# Epicallima bruandella
Epicallima bruandella is een vlinder uit de familie sikkelmotten (Oecophoridae). De wetenschappelijke naam is voor het eerst geldig gepubliceerd in 1889 door Ragonot.
De soort komt voor in Europa.